# Juan Manuel Insaurralde
Juan Manuel Insaurralde (Resistência, Província de Chaco, 3 de outubro de 1984) é um futebolista argentino que joga como zagueiro no Sarmiento de Junín.

## Carreira

### Chacarita Juniors
Começou a carreira no em 2003 Chacarita Juniors, onde ficou até 2008, quando foi para o Newell's Old Boys. No Newell's Old Boys teve boas atuações que o levaram para a Seleção Argentina.
Em meados de 2010, foi contratado por 1,8 milhões de dólares pelo Boca Juniors por 80% de seu passe.

### Colo-Colo
Em 2018, se transferiu para o clube cacique.

## Seleção nacional
Estreou na Seleção Argentina em um amistoso contra Ghana disputado em Córdova.

## Estatísticas
Até 17 de abril de 2012.

### Clubes
| Clube             | Temporada         | Campeonato nacional | Campeonato nacional | Copa nacional[a] | Copa nacional[a] | Competições continentais[b] | Competições continentais[b] | Outros torneios[c] | Outros torneios[c] | Total | Total |
| Clube             | Temporada         | Jogos               | Gols                | Jogos            | Gols             | Jogos                       | Gols                        | Jogos              | Gols               | Jogos | Gols  |
| ----------------- | ----------------- | ------------------- | ------------------- | ---------------- | ---------------- | --------------------------- | --------------------------- | ------------------ | ------------------ | ----- | ----- |
| Boca Juniors      | 2010-11           | 0                   | 0                   | 0                | 0                | 0                           | 0                           | 0                  | 0                  | 0     | 0     |
| Boca Juniors      | 2011-12           | 0                   | 0                   | 0                | 0                | 0                           | 0                           | 0                  | 0                  | 0     | 0     |
| Boca Juniors      | Total             | 0                   | 0                   | 0                | 0                | 0                           | 0                           | 0                  | 0                  | 0     | 0     |
| Total na carreira | Total na carreira | 0                   | 0                   | 0                | 0                | 0                           | 0                           | 0                  | 0                  | 0     | 0     |

- a. ^ Jogos da Copa Argentina
- b. ^ Jogos da Copa Libertadores
- c. ^ Jogos do Jogo amistoso

## Títulos
Boca Juniors
- Campeonato Argentino (Apertura): 2011
- Copa Argentina: 2011-12
- Campeonato Argentino: 2016–17, 2017–18